# Atletica leggera ai Giochi della XIX Olimpiade - 3000 metri siepi

Video della Finale (film ufficiale dei Giochi)

I 3000 metri siepi hanno fatto parte del programma maschile di atletica leggera ai Giochi della XIX Olimpiade. La competizione si è svolta nei giorni 14-16 ottobre 1968 allo Stadio Olimpico Universitario di Città del Messico.

## L'eccellenza mondiale
| Campione olimpico 1964   | 8'30"8      | Gaston Roelants  | Presente |
| Campione europeo 1966    | 8'26"6      | Viktor Kudinskij | Presente |
| Primatista mondiale      | 8'24"2 1968 | Jouko Kuha       | Assente  |
| Vincitore dei Trials USA | 8'58"0      | George Young     | Presente |

## La gara
Il miglior tempo dei tre turni eliminatori (8'49"4) è di uno sconosciuto keniota, Amos Biwott. Il ragazzo (ha appena 21 anni) ha ancora una tecnica approssimativa nel passaggio degli ostacoli: valica la barriera a piedi uniti e attacca la riviera ricadendo in acqua sulla gamba di stacco, come nel salto triplo.

In finale, si alternano alla guida durante i primi giri i favoriti come O'Brien, Young e Roelants. Il campione europeo, Kudinskij, si deve ritirare per un infortunio all'anca. Biwott assiste per un po' da spettatore, poi nella fase decisiva rimonta dalla quinta posizione e vince davanti al connazionale Kogo.

Per i forti atleti europei, vittime dell'altitudine, la gara si è rivelata faticosissima. Giunge settimo Roelants, a oltre 8 secondi dal vincitore.

## Risultati

### Turni eliminatori
| 3 Batterie | 14 ottobre | 40 iscritti    | Si qualificano i primi 4. |
| Finale     | 16 ottobre | 12 concorrenti |                           |

### Batterie
| Pos. | Atleta                | Nazione        | Tempo ufficiale | Tempo elettrico | Nota |
| ---- | --------------------- | -------------- | --------------- | --------------- | ---- |
| 1    | Benjamin Kogo         | Kenya          | 8'57"8          | 8'57"80         | Q    |
| 2    | Javier Álvarez        | Spagna         | 9'03"8          | 9'03"74         | Q    |
| 3    | Bengt Persson         | Svezia         | 9'06"4          | 9'06"43         | Q    |
| 4    | Arne Risa             | Norvegia       | 9'07"2          | 9'07"31         | Q    |
| 5    | John McKenzie Jackson | Gran Bretagna  | 9'11"4          | 9'11"33         |      |
| 6    | Conrad Nightingale    | Stati Uniti    | 9'13"2          | 9'13"23         |      |
| 7    | Tadesse Wolde-Medhin  | Etiopia        | 9'13"2          | 9'13"24         |      |
| 8    | Manuel de Oliveira    | Portogallo     | 9'19"2          | 9'19"22         |      |
| 9    | Klaus-Ludwig Brosius  | Germania Ovest | 9'24"0          | 9'23"98         |      |
| 10   | János Szabó           | Ungheria       | 9'25"8          | 9'25"82         |      |
| 11   | Pedro Miranda         | Messico        | 9'26"0          | 9'25"95         |      |
| 12   | Domingo Amaizón       | Argentina      | 9'43"0          | 9'43"06         |      |
|      | Larbi Oukada          | Marocco        |                 |                 | Rit. |

| Pos. | Atleta               | Nazione          | Tempo ufficiale | Tempo elettrico | Nota   |
| ---- | -------------------- | ---------------- | --------------- | --------------- | ------ |
| 1    | Jean-Paul Villain    | Francia          | 9'01"2          | 9'01"12         | Q      |
| 2    | George Young         | Stati Uniti      | 9'02"2          | 9'01"49         | Q      |
| 3    | Kerry O'Brien        | Australia        | 9'02"4          | 9'02"31         | Q      |
| 4    | Viktor Kudynskiy     | Unione Sovietica | 9'05"2          | 9'05"25         | Q      |
| 5    | Willi Wagner         | Germania Ovest   | 9'24"4          | 9'24"49         |        |
| 6    | Labidi Ayachi        | Tunisia          | 9'24"6          | 9'24"62         |        |
| 7    | Nobuyoshi Miura      | Giappone         | 9'33"0          | 9'32"95         |        |
| 8    | Maurice Herriott     | Gran Bretagna    | 9'34"6          | 9'34"68         |        |
| 9    | Albertino Etchechury | Uruguay          | 9'35"6          | 9'35"61         |        |
| 10   | Eddy Van Butsele     | Belgio           | 9'38"8          | 9'38"79         |        |
| 11   | Jan Cych             | Polonia          | 9'50"8          | 9'50"78         |        |
| 12   | Hans Menet           | Svizzera         | 10'02"0         | 10'02"06        |        |
| 13   | Efraín Cordero       | El Salvador      |                 | 11'19"23        |        |
| 5    | Mariano Haro         | Spagna           | 9'16"0          | 9'15"93         | Squal. |

| Pos. | Atleta               | Nazione          | Tempo ufficiale | Tempo elettrico | Nota |
| ---- | -------------------- | ---------------- | --------------- | --------------- | ---- |
| 1    | Amos Biwott          | Kenya            | 8'49"4          | 8'49"39         | Q    |
| 2    | Mikhail Zhelev       | Bulgaria         | 9'01"0          | 9'01"96         | Q    |
| 3    | Gaston Roelants      | Belgio           | 9'08"2          | 9'08"29         | Q    |
| 4    | Aleksandr Morozov    | Unione Sovietica | 9'08"4          | 9'08"45         | Q    |
| 5    | Bill Reilly          | Stati Uniti      | 9'10"4          | 9'10"35         |      |
| 6    | Peter Welsh          | Nuova Zelanda    | 9'13"8          | 9'13"80         |      |
| 7    | Gareth Bryan-Jones   | Gran Bretagna    | 9'16"8          | 9'16"86         |      |
| 8    | Jan-Erik Karlsson    | Svezia           | 9'19"6          | 9'19"64         |      |
| 9    | Taketsugu Saruwatari | Giappone         | 9'26"2          | 9'26"30         |      |
| 10   | Heinz-Gerd Mölders   | Germania Ovest   | 9'32"2          | 9'32"22         |      |
| 11   | Umberto Risi         | Italia           | 9'44"0          | 9'43"97         |      |
| 12   | Julio Quevedo        | Guatemala        | 9'48"4          | 9'48"37         |      |
| -    | Guy Texereau         | Francia          |                 |                 | Rit. |

### Finale
| Pos.    | Atleta            | Età | Nazione          | Tempo ufficiale | Tempo elettrico | Nota |
| ------- | ----------------- | --- | ---------------- | --------------- | --------------- | ---- |
| Oro     | Amos Biwott       | 21  | Kenya            | 8'51"0          | 8'51"02         |      |
| Argento | Benjamin Kogo     | 23  | Kenya            | 8'51"6          | 8'51"56         |      |
| Bronzo  | George Young      | 31  | Stati Uniti      | 8'51"8          | 8'51"86         |      |
| 4       | Kerry O'Brien     | 22  | Australia        | 8'52"0          | 8'52"08         |      |
| 5       | Aleksandr Morozov | 28  | Unione Sovietica | 8'55"8          | 8'55"61         |      |
| 6       | Mikhail Zhelev    | 25  | Bulgaria         | 8'58"4          | 8'58"41         |      |
| 7       | Gaston Roelants   | 31  | Belgio           | 8'59"4          | 8'59"50         |      |
| 8       | Arne Risa         | 24  | Norvegia         | 9'09"0          | 9'08"98         |      |
| 9       | Jean-Paul Villain | 21  | Francia          | 9'16"2          | 9'16"27         |      |
| 10      | Bengt Persson     | 28  | Svezia           | 9'20"6          | 9'20"61         |      |
| 11      | Javier Álvarez    | 24  | Spagna           | 9'24"6          | 9'24"51         |      |
| -       | Viktor Kudynskiy  | 25  | Unione Sovietica |                 |                 | Rit. |